# Pulaar
Ne doit pas être confondu avec Pular.
Le pulaar est une variété du peul, parlée par les Peuls, principalement au Sénégal, mais aussi en Guinée, en Guinée-Bissau, en Gambie, au Mali et en Mauritanie.

## Nom
Le nom pulaar (avec un -aa- long) n'est pas à confondre avec l’appellation pular (avec un -a- court) utilisée par les locuteurs du Fouta-Djalon. L’appellation pulaar est celle qui est employée par les locuteurs peuls qui parlent cette variante dialectale en particulier au Sénégal, en Mauritanie et dans certaines régions au Mali. Les autres ethnies qui cohabitent avec les peuls qui parlent le pulaar, ont souvent d'autres appellations. Par exemple, les wolofs désignent la langue par pël, [pəl], « peul », et les mandingues la désignent par fula, [fula], « foula ».
Le nom pulaar laisse transparaître le radical pul- qui renvoie au nom de l'ethnie (pull-o au singulier et ful-ɓe au pluriel). Quant au -aar, il s'apparente à un suffixe mais n'a pas une fonction clairement identifiée dans la langue. En effet, en synchronie, il n'y a aucun suffixe -aar productif en pulaar. Ainsi, le nom pulaar n'est qu'à moitié transparent et son origine reste floue.

## Utilisation
Le pulaar est parlé par des personnes de tous âges, dans la plupart des domaines. Une partie de ses locuteurs parlent également français et diola-fogny.
Il est également utilisé comme langue seconde par les locuteurs du gusilay (en), du mlomp, du saafi, du soninké et du coniagui.

## Reconnaissance légale
Le pulaar est reconnu par l'article 1 de la Constitution du Sénégal en 2001.

## Dialectes
Le pulaar inclut les dialectes du toucouleur (aussi appelé fulbe jeeri, pulaar, tokilor, tukolor ou tukulor) et du fulacunda (aussi appelé fulakunda ou fulkunda),.

## Alphabets
Le pulaar peut s'écrire grâce à l'alphabet latin ou l'alphabet arabe.